# NGC 7375
NGC 7375 este o emission-line galaxy⁠(d) situată în constelația Pegas. A fost descoperită în 1 octombrie 1866 de către Lewis A. Swift.